# Сватовство (рассказ)
«Сватовство́» — рассказ А. Н. Толстого из цикла «Заволжье», написанный и опубликованный в 1910 году в XIII выпуске литературно-художественного альманаха «Шиповник»; до 1917 года переиздавался дважды. Как и многие ранние произведения писателя, существует в заметно отличающихся друг от друга редакциях: в 1922 году было выпущено переработанное издание, которое с тех пор включалось во все собрания сочинений писателя.
Главный герой — недоросль Михайла Камышин, который вздумал посвататься к дочери земского начальника в Марьевке Самарской губернии. Камышин — полноватый увалень, который толком ни к чему не способен. Бойкая хромоножка Катенька фактически руководит становой управой вместо своего отца по фамилии Павала-Шимковский, который страдает старческим слабоумием. Брат Катерины — Алексей — законченный алкоголик, и служит у неё на посылках; вдобавок, «гулящая барынька» является любовницей волостного старосты Евдокима Лаптева. В день, когда Миша решился сделать Катерине предложение, возник стихийный крестьянский бунт. Глава восставших — Назар — захватил Катеньку и Евдокима в заложники, а когда Михайла решил их освободить, крестьяне расправились со всеми троими. Чудом уцелевшие Павала-Шимковский с сыном находят приют у помещицы Камышиной, которой незачем более жить.
Второстепенные герои — Павала-Шимковский и Катенька — имели реальных прототипов в окружении Алексея Толстого; историчность Михайлы и время действия произведения являются предметом дискуссий. Литературоведы предлагали как социологические интерпретации сюжета, так и прослеживали воздействие на автора мотивов, присущих творчеству Н. В. Гоголя и И. С. Тургенева.

## Сюжет
Небогатый помещик Михайла Михайлович Камышин живёт с матерью в имении неподалёку от Марьевки. Это толстый недоросль, голова которого «в виде огурца — кверху у́же», а губы мать Лизавета Ивановна называет «шлёпанцами». Барыня всячески третирует своего непутёвого сына и высмеивает все его затеи на людях, доводя того до исступления. Она может помыкать им, как слугой, например, отправить смотреть на свинью, как бы та не пожрала поросят, а он всё делает через силу. Единственное, чего он искренне желает сам, — жениться. Михайла отправлен с подарком — двумя поросятами — к земскому начальнику Павала-Шимковскому, который квартирует в Марьевке вместе с дочерью Катенькой (объектом устремлений Камышина) и сыном Алексеем. Павала-Шимковский уже стар, он плохо ориентируется в реальности и слишком дряхл, чтобы снизойти до ожидающих его мужиков. Всеми делами в управе заправляет бойкая хромоножка Катенька, которой отец «дал слишком много воли», и которая слывёт «гулящей барынькой». На крыльце недоросль сталкивается с толпой крестьян: кто-то пришёл отдать долг по недоимкам, другие — только часть денег, третьи — договориться об отсрочке. Мужики просят двадцатилетнего барина о помощи, и Миша помогает неграмотным селянам разобраться с квитанциями. Павала только что встал ото сна, хотя уже далеко за полдень, рад подарку соседки, и рассуждает, как надо правильно варить манную кашу: «чтобы кашка была не слишком густа и не слишком жидкая, молоко нужно сначала хорошенько истопить, да чтоб оно не подгорело, а изюм мочить всю ночь в мадере…».
Катенька явно не против поиграть на чувствах Михайлы. Она уводит его в сад, где растут малина и крыжовник, и пара натыкается на плачущего Алексея. Катерина объясняет, что её брат хронический алкоголик, которому нельзя давать пить ни капли, а кроме пьянства его вообще ничего не интересует. Далее Катенька садится вплотную к Мише и заявляет: «Любить как хочется, Михайло Михайлович», называет его «милым», целует в щёку, и убегает. Миша, переполненный счастьем и упоением, уезжает домой, твёрдо приняв решение посвататься. Тем временем, в оставленном им доме Павалы Катенька отправляет отца спать, а брата — за вином, и предаётся разврату со старостой — голубоглазым крепышом Евдокимом Лаптевым, нисколько не стесняясь брата: тот играет для любовников на гитаре, как менестрель. Тем же вечером обозлённые мужики врываются в дом начальника, связывают Катерину и Евдокима, и бросают их в амбар: стихийный глава бунтовщиков Назар хочет использовать заложников. Камышин, который едет свататься (сладострастно повторяя имя любимой на все лады: «Катя, Катюрочка…») и даже осмелился противостоять матери, решил вызволить Катерину. Узнав подробности у перепуганного Алексея, Миша въезжает в село с другой стороны и попадает на бунтарскую сходку. Мужики зло говорят: «прошла ваша воля, барин, теперь наша воля настала», а про Катерину, что «такой бабе верёвку на шею да в воду — расправа короткая». Миша пытается вырваться, а затем, озлобленный, пытается командовать Назаром, рассчитывая на стражников из Утёвки. В результате его сдёрнули с брички и забили насмерть, как животное, а затем расправились в амбаре с Лаптевым и Катенькой. Лизавета Ивановна, похоронив Мишу в усадебном саду, долго хворала. Зимой в метель у неё остановились каким-то образом выжившие бездомные Павала-Шимковский и Алексей. Лизавете Ивановне, которой больше незачем жить, остаётся только сокрушаться: «сосватали дочку вашу с моим… дуралеем».

## История создания и публикации. Прототипы героев

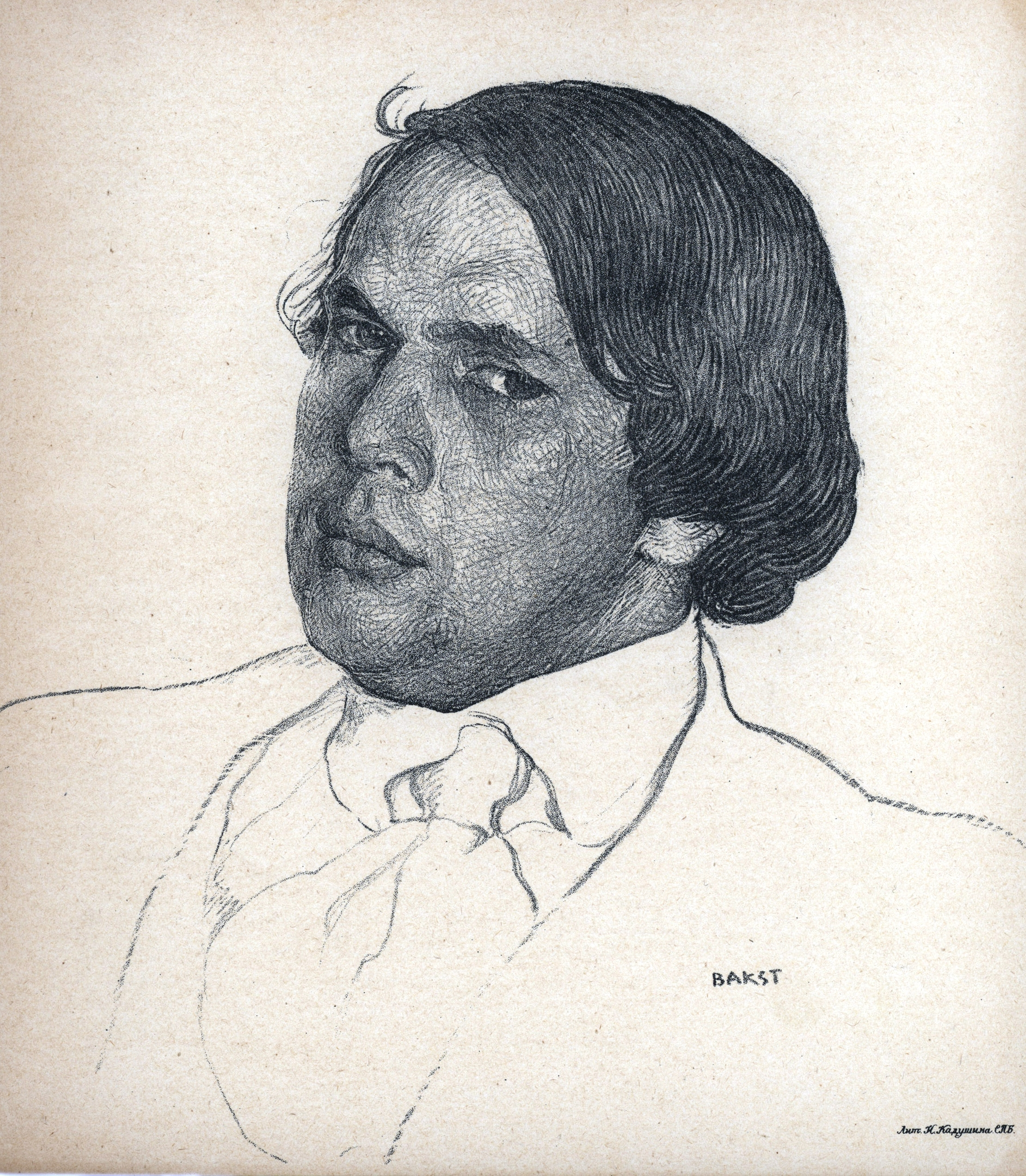
Лев Бакст. Портрет А. Н. Толстого. 1907. Автолитография. 22 × 19 см

Точных сведений о работе над рассказом не сохранилось. Он был напечатан в XIII выпуске литературно-художественного альманаха «Шиповник», завершая опубликованные в 1910 году произведения заволжского цикла. Далее текст включался в собрания сочинений 1911 и 1917 годов. В эмиграции рассказ подвергся стилистической правке, в ходе которой в сцене пирушки Кати и Евдокима был снят натуралистический намёк на противоестественные отношения брата с сестрой. Требуя, чтобы брат Алексей «сбегал за вином и за… старшиной», Катенька заявляет: «Всё же Евдоким лучше, чем никто…». В редакции же 1910 года мотивировка иная: «Всё же Евдоким лучше, чем ты…». Переработанный вариант вышел в берлинском сборнике «Утоли мои печали» 1922 года и в дальнейшем включался во все собрания сочинений А. Н. Толстого.
В комментарии И. И. Щербаковой к собранию сочинений утверждалось, что прототипом земского начальника Павалы был действительно существовавший в селе Марьевка чиновник, с которым юный Алексей Толстой виделся в январе 1899 года во время поездки с отчимом А. А. Бостромом. Архивные разыскания литературоведа М. А. Перепёлкина показали, что как раз в январе того года учащийся Самарского реального училища Толстой в Марьевке побывать не мог, однако через это село проезжал неоднократно в другое время. Прототипом земского начальника был гвардии поручик Пётр Терентьевич Повало-Швыйковский, родившийся в 1831 году. В документах неоднократно упоминалась и его дочь Анна Петровна, которая в переписке А. А. и А. Л. Бостромов именуется «Шавочкой», и характеризуется нелицеприятно; то, что именно она стала прототипом Катеньки, не подлежит сомнению. В переписке Алексея Аполлоновича Бострома (претендовавшего на должность) много иронии по адресу «старичка Повало», его безволия, физической и духовной деградации. Также в переписке глухо упоминается о некой «эпопее» А. П. Повало-Швыйковской, которая увезла с собой в Казань марьинского старосту. Вероятно, история была резонансной до такой степени, что обсуждалась и в доме Бостромов, отложилась в памяти Алексея Толстого, который спустя десятилетие воспроизвёл практически все характерные детали.
В тексте рассказа содержится множество отсылок к поместному быту Бостромов (и юного Алексея Толстого) конца XIX века. В предисловии к первопубликации автор ссылался на соседку А. А. Бострома — помещицу Чембулатову, воспроизводя сюжет рассказа «Архип» («помещика убил его же кучер и, привязав к конскому хвосту, пустил в степь…»). Фамилия одного из мужиков в сенях земского начальника — «Карнаушкин Сизов», и автор дал ему имя и отчество реального Повало-Швыйковского, — «Пётр Терентьев». Прозвище «Карнаушкин» затем появится в «Детстве Никиты». В начале повествования Лизавета Ивановна жалуется, что терпеть не может ограниченную соседку Шабалову, у которой «куры да индюшки на уме, нет другого разговора». На самом деле соседка Бостромов носила фамилию Шихобалова. В письме А. А. Бострома от 23 января 1899 года упоминается мужик Назар, водитель зернового обоза, имя которого носит в рассказе предводитель бунтовщиков. М. А. Перепёлкин утверждает, что А. Н. Толстой, «как и в случае с повестью „Детство Никиты“, стремился быть максимально близким к фактам и к исторической реальности, черпая из неё сюжеты и образы». При этом историчность главного героя Михайлы Михайловича Камышина не может быть установлена, как и точное время действия.

## Литературные особенности

### Вырождение дворянства и русский бунт
П. И. Медведев именовал Алексея Толстого «Кустодиевым нашей литературы», утверждая, что писатель во всём заволжском цикле изображал и понимал жизнь «биологически», что сводило его талант художника к чистой описательности. «Он превосходный, но односторонний писатель. Одноглазый циклоп». Все его повести и рассказы до 1916—1917 годов написаны по старинке, по шаблонам реалистической литературы XIX века: сюжет непритязателен и плавно развивается, в центре повествования сочувственно описываемые автором герой или героиня, главы формируются по основным эпизодам. «Сватовство» отдельно не выделялось критиком, однако описание внешности Миши цитировалось в общем ряду портретов окончательно выродившегося последнего поколения поместного русского дворянства. Социологическая интерпретация «Сватовства» (которое упоминалось как проходной текст) повторялась в выступлениях критиков неоднократно. Так, Вячеслав Полонский в дореволюционной рецензии на заволжский цикл обратил внимание, что для Лизаветы Ивановны дворянский статус, — это «последняя гордость, последнее заплёванное счастье, оставшееся у этих последних могикан когда-то могучего и деятельного сословия». Когда она взывает к сословному сознанию Миши, он только ворчит, ибо его материальное положение и образ жизни никак с привилегированным сословием не соотносятся. О том же писал и Владислав Скобелев, замечая, впрочем, что Камышин ещё смутно помнит, что такое «настоящий» дворянин, за которого в имении распоряжается приказчик. Вадим Баранов сопоставлял земского начальника Павалу с Мишукой Налымовым, самодуром, который ни о чём не мечтает и ни к чему не стремится, воплощая «агрессивно-потребительское отношение к жизни». В числе безусловно вызывающих неприязнь персонажей Сергей Боровиков упоминал и «сладострастную, растленную» хромоножку Катеньку.
Павел Медведев укорял Алексея Толстого, что тот «недостаточно принципиален в своих социальных оценках». Выражалось это в том, что классовый антагонист помещичьего класса — крестьяне, рисовались отнюдь не в радужном цвете. Ещё в «Неделе в Туреневе» мужики были представлены как инертная, тупая, неповоротливая масса. Даже поместья своих бар они жгут, преимущественно, из-за того, что им было приказано. Таков же характер крестьянского бунта и в «Сватовстве». Литературовед А. В. Алпатов отмечал, что образы бунтующих мужиков поданы как случайные, эпизодические, даже анекдотические. В крестьянах писатель подчёркивал лишь слепую стихийную ненависть и злость. Специально тему русского бунта в рассказе исследовал писатель Д. В. Агалаков (Самарский государственный социально-педагогический университет), установив несомненные параллели с рассказом «Архип» всё того же заволжского цикла. Рядом эти тексты упоминал и А. В. Алпатов. Д. В. Агалаков своеобразно трактовал образ старика Павалы. С одной стороны, он человек не злой, но притом степенный, который любит во всём порядок, восходящий к его воспитанию при Николае Палкине. Именно Павала сообщил Мише, что мужики «помещицу Чембулатову сожгли и лошадям её ноги перебили». При слове «бунт» он вспоминает про жандармов, хорохорится, но менее смешным это его не делает. Слово «бунт» с иронией произносит и любовник Катеньки — деревенский староста Евдоким, «коренастый мужик с чёрной бородой, в синем кафтане, с глазами чистыми, как цвет воды» — красавец из народа, который одновременно служит и своему «низкому» сословию, и барину Павале.

Нет тут злых капиталистов и купцов, помещиков-мироедов, безжалостных жандармов, как и нет несчастного забитого мужика, над судьбой которого хочется лить горькие слезы. А вот добрый и непрактичный помещик Собакин, зарезанный Архипом, есть, и милая и рассудительная помещица Чембулатова, и совсем уже беззащитный юный помещик Миша Камышин, забитый народными кулаками до смерти. И, конечно, ни за что ни про что удавленная в амбаре «раба божья» Катенька, желавшая земной любви, — её смерть оставляет на сердце читателя буквально незаживающую рану. И насколько страшны у Алексея Толстого в обоих рассказах «герои из народа» — некий «социалистический реализм наоборот», иными словами, поставленный с головы на ноги. Рассказы «Архип» и «Сватовство» будто намеренно сплетены в один обнажённый нерв, уходящий гораздо глубже современной автору классовой борьбы, новых литературных течений — он уходит в глубину народного тела, через пугачёвщину и разинщину, на сотни лет назад, почти в первобытную дикость, открывая силы тёмные и разрушительные для любой цивилизации, для самой души человека.
В. П. Скобелев акцентировал внимание на том, что хотя социально-политические вопросы в структуре повествования отодвинуты на периферию, но всё-таки играют свою роль в эпическом действии. Собственно, в рассказе «помещичья жизнь предстаёт как жалкий островок посреди угрожающе тревожного крестьянского моря». Самые негативные проявления этой стихии представлены в восприятии и изложении Павалы-Шимковского, больного старческим слабоумием, однако земский начальник при этом облечён и реальной полицейской силой. Важно и другое: в меркнущем сознании Павалы-Шимковского всецело господствует страх перед мужицкой стихией, ощущение, что с нею можно справиться только вооружённым путём. Есть в его представлении и рациональный элемент: земский начальник на нутряном уровне ощущает непрочность родного ему «мира феодальных отношений». Толстой высказывает твёрдое убеждение, что если мужик не «дозрел» до открытого сознательного выступления — пытаться подвигнуть его на активные действия бесполезно. В эпизоде в приёмной Павалы приведена история революционного пропагандиста, который как будто бы говорил правильные слова, да только слушавшие его крестьяне сочли, что «больно он несуразный», особенно, когда показал слабость в момент своего ареста. Угадать, когда и где наступит предел народному терпению, не может в рассказе никто, в том числе и сами мужики. У них есть только нутряное ощущение чуждости своих и барских интересов, и в этом отношении народные мстители способны на любые действия, в том числе в ущерб самим себе. «Анекдотичность», по мысли исследователя, нисколько не мешала А. Н. Толстому находить в описываемой им среде исторически значимые явления. В известной степени ему удалось «в первом приближении почувствовать назревание гражданской войны, её „домашний“ характер».

### Алексей Толстой между Гоголем и Тургеневым

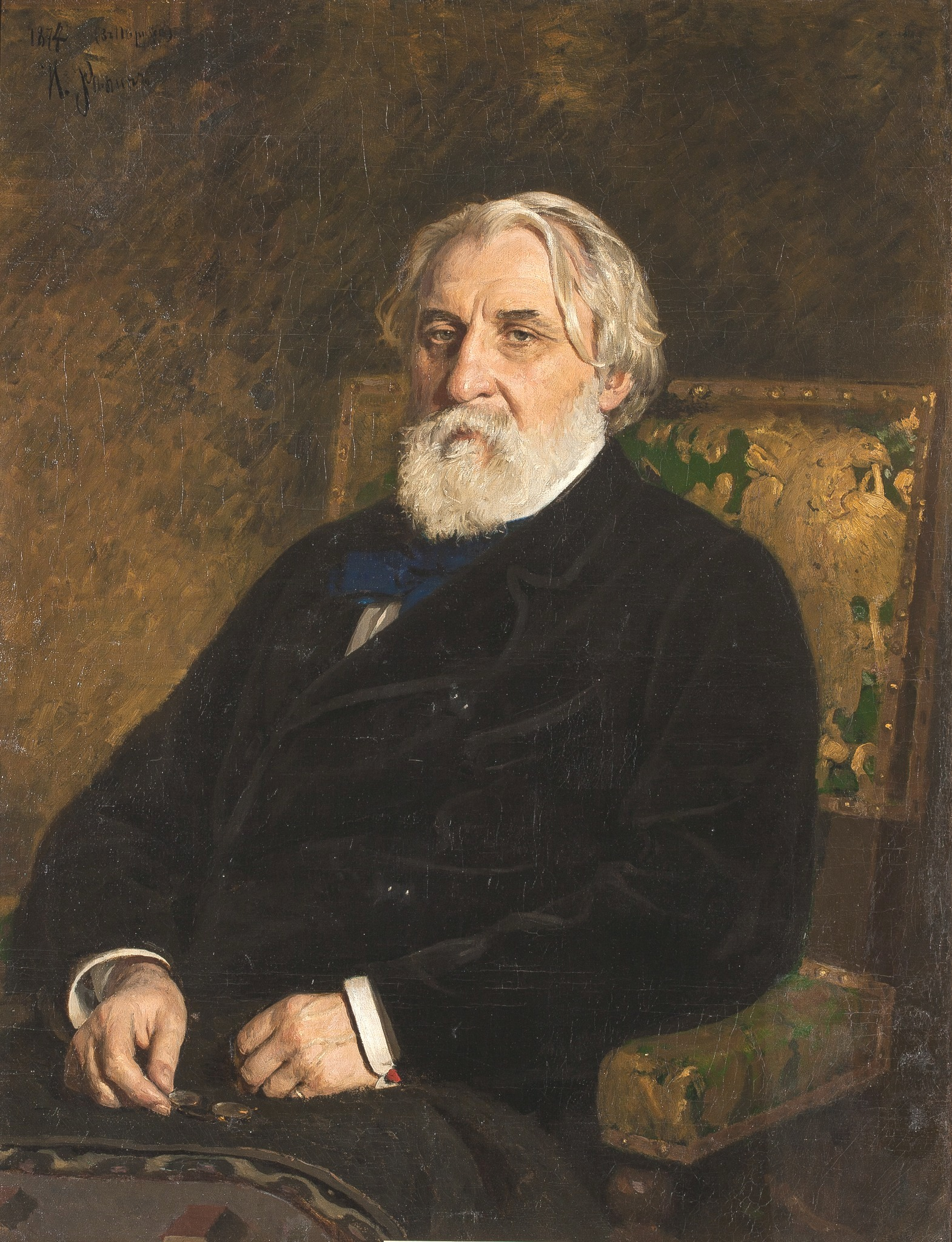
И. С. Тургенев

А. В. Алпатов отмечал органическую связь ранней прозы Алексея Толстого с традициями реализма русской литературы XIX века, особенно воздействие на него Гоголя и Тургенева. Гоголевское влияние проявлялось и в подходе к теме, и в ряде портретных зарисовок, а также описаний обстановки и интерьера. В этом отношении характеристика Миши Камышина, несомненно, дана по-гоголевски. В. П. Скобелев находил в «Сватовстве» тургеневские мотивы, поданные в нарочито сниженном виде. Это касалось, в том числе, представлений о народном бунте. Ещё более резкое снижение тургеневской линии проявилось в любовных эпизодах «Сватовства». Когда Катенька приглашает Мишу в сад объясниться в любви на скамейке, то всё происходящее выдержано в духе «Дворянского гнезда». Однако на поверку сад является огородом, где растёт крыжовник и малина, и у плетня «раскинула плакучие ветви старая ветла», да и Катенька никак не похожа на тургеневскую девушку, с её обострённым чувством долга и духовной силой. Это всего лишь искалеченная эротоманка (вожделению Миши её хромая нога не мешает), приносящая беду и близким людям, и самой себе. Духовная атмосфера дома Павалы показана откровенно полемичной тургеневскому миру, в котором «представители старшего поколения по совету младших читают бюхнеровскую „Stoff und Kraft“, говорят о Пушкине, спорят о России и Западе, об искусстве и политике». У Толстого если и философствуют, то о домашней птице, приготовлении манной каши, или хвалят сапоги из моржовой шкуры, которые двадцать лет носят, а всё «нет износа». В противопоставлении нет сатиры, но есть грустная ирония, проистекающая от отсутствия иллюзий. В. П. Скобелев трактовал это как описание «тургеневских дворянских гнёзд, опустившихся в ходе исторического развития до уровня гоголевского Миргорода», у которых нет будущего ни в материальной, ни в духовной сфере. «Гармонический тургеневский мир становится по-гоголевски дисгармоничным», что и доказывает зрелость художественного мышления Толстого-писателя.